# Липоский, Лазо
Ла́зо Липо́скиq (макед. Лазо Липоски; род. 27 марта 1966, Струга, СР Македония, СФРЮ) — югославский и македонский футбольный вратарь.

## Карьера
В 1982 году уехал в белградский «Партизан», где занимался под наставничеством вратаря Милутина Шошкича. Отыграл в «Партизане» почти 9 лет после распада Югославии вернулся на родину, где играл за «Слогу» из Скопье, после чего перешёл в швейцарский «Винтертур», за который выступал на протяжении нескольких сезонов. С 28 сентября 1996 года по 24 апреля 1997 Липоский на протяжении 740 минут держал ворота клуба «Слога Югомагнат» в неприкосновенности.
В 1998 году Липоский приехал в Россию, где был на просмотре в московском «Спартаке», пробыл на базе клуба в Тарасовке дней десять, однако агенты опоздали выслать трансферный лист, и в заявку «Спартака» Липоский не попал. После чего он отправился на просмотр в «Тюмень», но для клуба он оказался дорогим приобретением. После чего перешёл в «Анжи», за который дебютировал 29 марта 1998 года в первом туре первенства России в первом дивизионе, в котором махачкалинцы переиграли томскую «Томь». Позже Липоский стал скаутом «Анжи» по игрокам из Балканского полуострова, поспособствовав переходу в высший дивизион таких игроков, как Предраг Ранджелович и Элвер Рахимич.
С февраля по июнь 2014 года занимал должность спортивного директора «Анжи». Ранее имел лицензию агента ФИФА.

## Травма
В одной из игр, которая проходила в Скопье, после выхода на мяч, свой же игрок в борьбе за него ударил Липоского коленом в лоб. Осколки костей вытаскивали из лица. После операции на лице остался шрам, а сам футболист не чувствовал висок.

## Личная жизнь
Женат. Имеет двоих детей. Липоский полиглот, свободно владеет македонским, сербским, русским и немецким, а также понимает итальянский, английский, румынский, албанский.